# Marc Van Der Linden
Marc Van Der Linden  est un footballeur belge, né le 4 février 1964 à Merksem (Belgique).
Il a débuté dans le club de sa ville natale, le SC Merksem, avant de rejoindre le  Royal Antwerp FC en 1982. Après sept saisons dans ce club, il est transféré au RSC Anderlecht en 1989 avant de rejoindre le KAA La Gantoise, deux ans plus tard.
En 1995, il s'installe à Israël et joue pour l'Hapoel IroniRishon LeZion FC puis pour l'Hapoel Herzliya FC. Il joue encore deux saisons au K Beerschot VAC avant de retourner dans le club de ses débuts en 1997. Vanderlinden a continué à jouer pour Merksem jusqu'en 2000, date où il raccroche les crampons. 
Il a aussi joué 19 fois avec les Diables rouges, marquant neuf buts et participant à la Coupe du monde football en 1990.

## Palmarès
- International belge de 1983 à 1990 (19 sélections et 9 buts marqués)
- Participation à la Coupe du monde de football de 1990
- Champion de Belgique en 1991 avec le RSC Anderlecht